# Bende (misdaad)

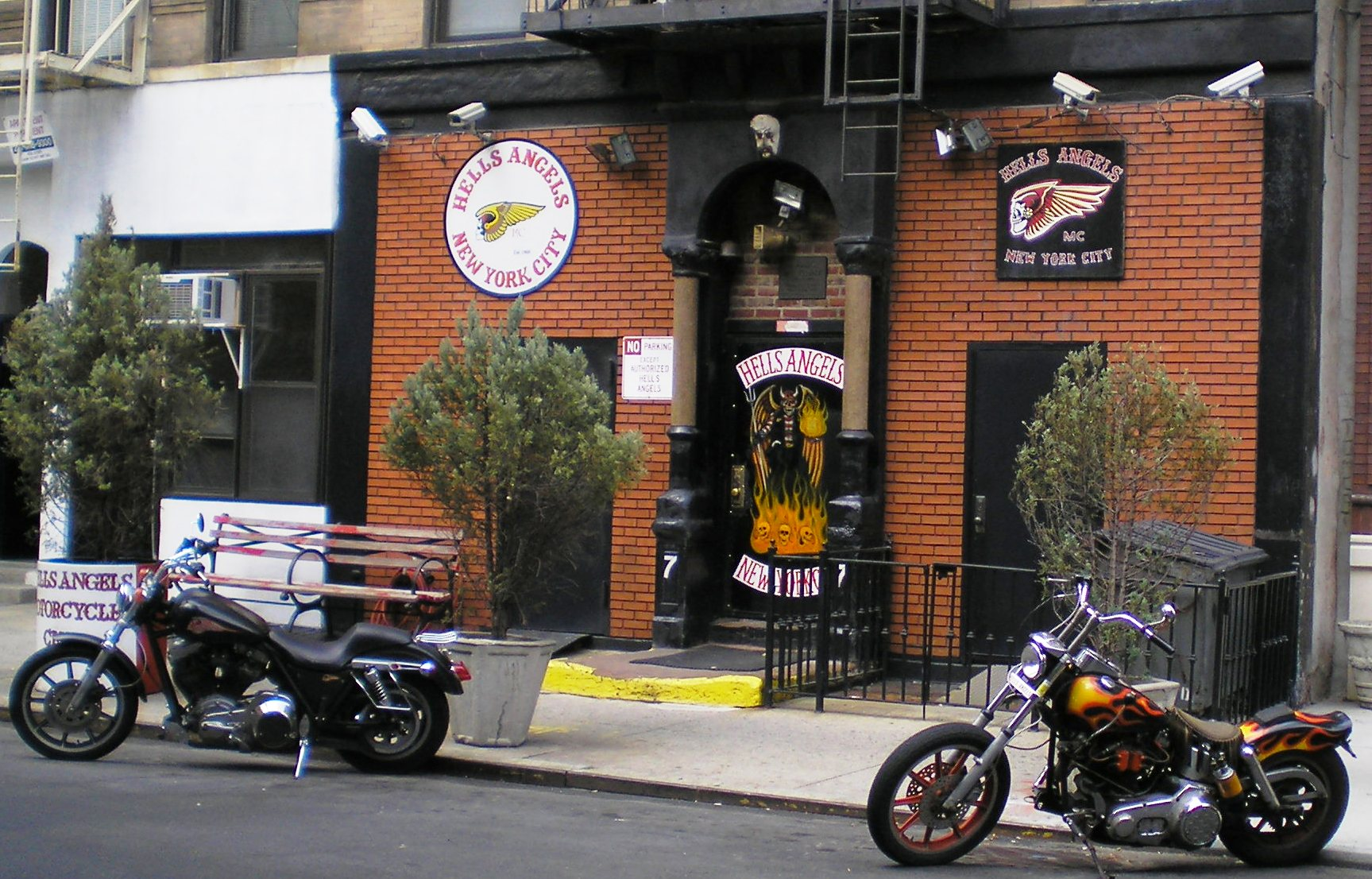
Het pand van de Hells Angels in New York.

Een bende, soms aangeduid met de Engelse naam gang, is een (relatief kleine) groep waarbij de leden een bepaalde gemeenschappelijke identiteit hebben en zich vaak bezighouden met criminele activiteiten of daarvan verdacht worden.
Om de identiteit van een bende te benadrukken maken bendes vaak gebruik van kleuren (zogenoemde gang colours). De gang colours kunnen op het jack of de gehele kleding van de bendeleden staan.

## Voorbeelden van bendes
- Aryan Brotherhood
- Bende van Nijvel
- Bende van Venlo
- Bloods
- Bokkenrijders
- Crips
- Hells Angels
- Mara
- Mexican Mafia/Sureños
- MS-13
- Nomads